# Coprophanaeus bonariensis
Coprophanaeus bonariensis är en skalbaggsart som beskrevs av Hippolyte Louis Gory 1844. Coprophanaeus bonariensis ingår i släktet Coprophanaeus och familjen bladhorningar. Inga underarter finns listade i Catalogue of Life.